# Liétor
Liétor è un comune spagnolo situato nella comunità autonoma di Castiglia-La Mancia.
Il comune comprende, oltre al capoluogo omonimo, le località di: Cañada de Tobarra, Casablanca, El Ginete, Híjar, Mullidar, Talave e La Alcadima.